# Sotto il cielo di Parigi (film 1951)
Sotto il cielo di Parigi (Sous le ciel de Paris) è un film del 1951 diretto da Julien Duvivier.

## Trama
Il film racconta grandi e piccole vicende di persone, che avvengono nello spazio di un giorno, dove i destini si intrecceranno. Una povera anziana signora, dopo aver cercato invano tutto il giorno cibo per i suoi gatti affamati che la aggrediscono, riceve l'inaspettata ricompensa di una madre che, grazie a lei, ha ritrovato quella sera la sua bambina, persa dalla mattina. Una giovane ragazza, sognando il vero amore, rifiuta quello del suo amico d'infanzia, per poi finisce accoltellata da uno scultore sadico. Quest'ultimo, a sua volta, viene colpito a colpi d'arma da fuoco da un poliziotto che, a sua volta, ferisce accidentalmente un operaio che, stava tornando a casa, dopo la conclusione positiva di uno sciopero. L'uomo ferito viene salvato grazie al primo intervento chirurgico a cuore aperto eseguito da un giovane chirurgo che aveva appena fallito l'esame di tirocinio.